# Scriptoplusia rubriflabellata
Scriptoplusia rubriflabellata är en fjärilsart som beskrevs av Louis Beethoven Prout 1921. Scriptoplusia rubriflabellata ingår i släktet Scriptoplusia och familjen nattflyn. Inga underarter finns listade.